# Vima insignis
Vima insignis – gatunek kosarza z podrzędu Laniatores i rodziny Agoristenidae. Jedyny znany przedstawiciel monotypowego rodzaju Vima.

## Występowanie
Gatunek wykazany z Gujany.